# Gràcia
Gràcia (katalanisch; spanisch Gracia) ist der sechste Bezirk Barcelonas. Er befindet sich auf dem Gebiet der gleichnamigen bis 1897 selbstständigen Gemeinde.

Lage Gràcias in Barcelona

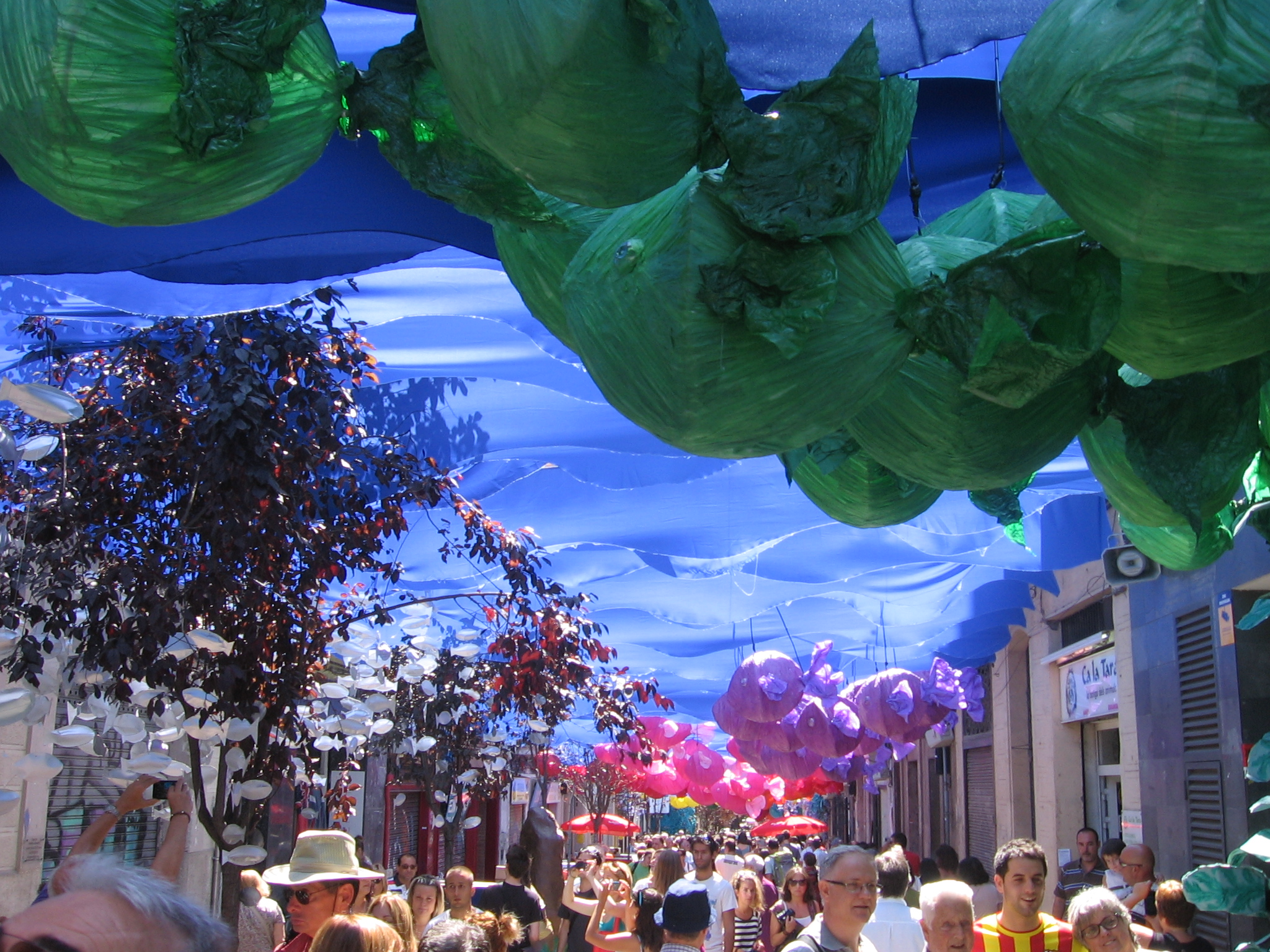
Festa Major de Gràcia (2013)

Neben dem Park Güell ist Gràcia bekannt für zahlreiche Galerien, Bars, Restaurants und Geschäfte. Wichtige Veranstaltung im Stadtteil sind die Festa Major de Gràcia (ab dem 15. August) und die Festa de Sant Medir (am 3. März).

## Bezirksviertel

Karte mit der weiteren Unterteilung Gràcias

Der Stadtbezirk Gràcia ist in fünf Bezirksviertel unterteilt.
| Name des Viertels               | Einwohner (Stand: 2013) | Fläche (ha) | Einwohnerdichte (Einw./ha) |
| ------------------------------- | ----------------------- | ----------- | -------------------------- |
| Vallcarca i els Penitents       | 15.453                  | 120,9       | 129,8                      |
| El Coll                         | 7.232                   | 35,8        | 203,9                      |
| La Salud                        | 13.210                  | 64,4        | 207,2                      |
| Vila de Gràcia                  | 50.615                  | 132,6       | 398,2                      |
| Camp d’en Grassot i Gràcia Nova | 34.439                  | 65,0        | 536,4                      |
| Gràcia                          | 123.957                 | 418,6       | 296,2                      |

## Sehenswürdigkeiten
- Park Güell
- Plaça de la Vila de Gràcia
- Plaça del Diamant
- Plaça del Sol
- Carrer Gran de Gràcia
- Travesera de Gràcia
- Santuari de Sant Josep de la Muntanya
- Lluïsos de Gràcia (ein 1855 gegründeter historischer Club)
- El Cercle de Gràcia
- Biblioteca Jaume Fuster
- Església de la Mare de Déu del Coll
- Església de la Mare de Déu de Gràcia i de Sant Josep
- Casa Vicens

## Persönlichkeiten
- Pompeu Fabra, Philologe und Ingenieur
- Feliu Noguera i Casabosch (1863–1933), Mediziner und Delegierter
- Joan Perucho, Autor
- Joan Lluís Bozzo, Schauspieler und Theaterregisseur
- Jordi Pujol, Politiker und ehem. Präsident der Generalitat
- Montserrat Caballé, Opernsängerin
- Antoni Ramallets, Fußballspieler
- Antoni Bassas, Journalist
- Joaquín Blume, Turner
- Ramon Calabuch (Moncho), Sänger
- Antonio González Batista (El Pescaílla), Sänger und Gitarrist
- Hipólito Lázaro, Opernsänger
- Albert Musons, Journalist und Politiker
- Daniel César Martín Brühl González, deutsch-spanischer Schauspieler